# Oberwölz
Oberwölz osztrák város Stájerország Muraui járásában. 2017 januárjában 2980 lakosa volt.

## Elhelyezkedése

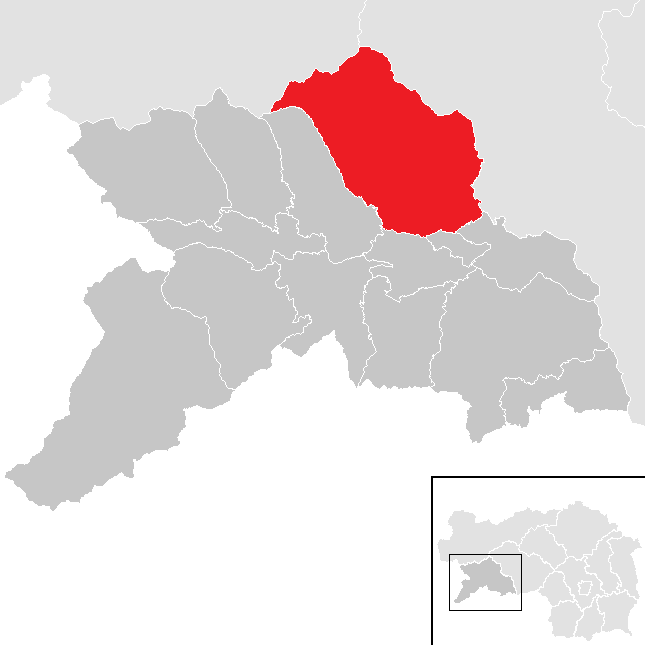
Oberwölz a Muraui járásban

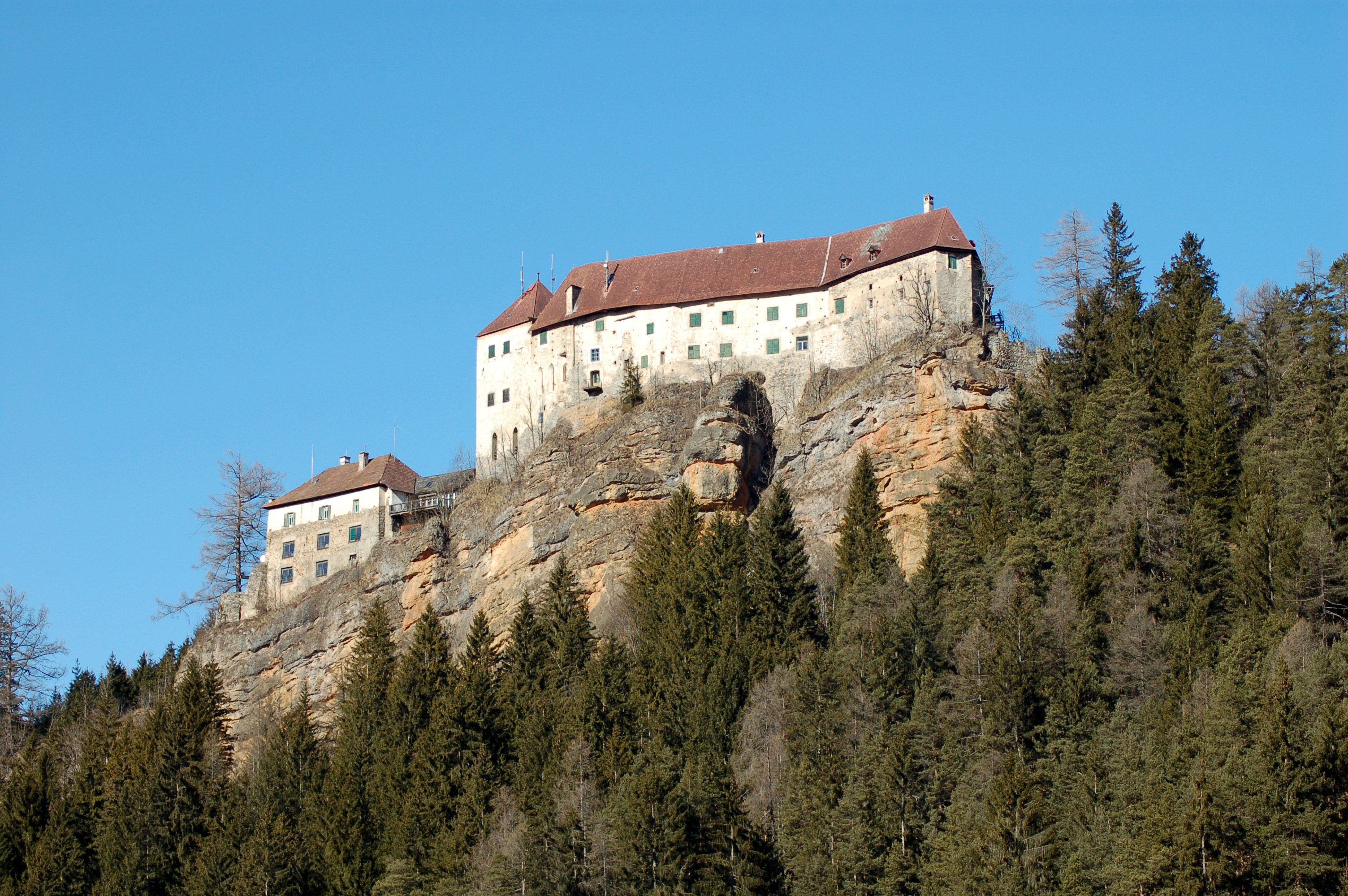
Rothenfels vára

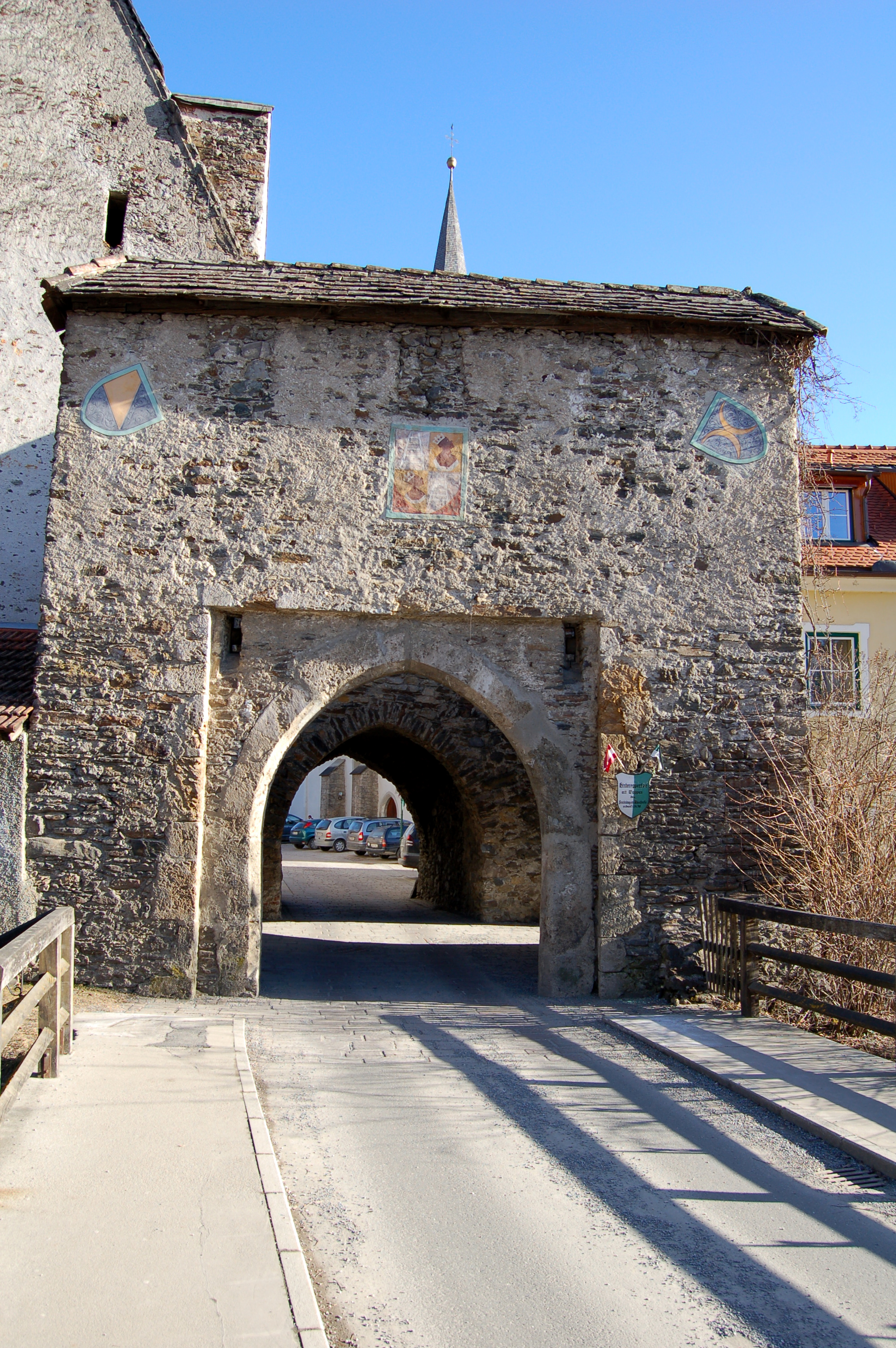
A Hintereggi-kapu Oberwölzben

Oberwölz Felső-Stájerországban fekszik a Wölzer Bach (a Mura bal oldali mellékfolyója) mentén, a Wölzi-Tauern hegységben. Az önkormányzathoz 7 katasztrális községben 11 település tartozik: Eselsberg (138 lakos), Hinterburg (120), Krumegg (56), Mainhartsdorf (374), Oberwölz (Stadt) (374), Raiming (306), Salchau (180), Schönberg-Lachtal (418), Schöttl (104), Vorstadt (603), Winklern bei Oberwölz (334).
A környező önkormányzatok: délkeletre Scheifling és Niederwölz, délre Teufenbach-Katsch, nyugatra Sankt Peter am Kammersberg, északnyugatra Sölk, északra Irdning-Donnersbachtal, északkeletre Pusterwald és Pölstal, keletre Unzmarkt-Frauenburg.  

## Története
A Wölzer Bach völgye a leletek tanúsága szerint a bronzkor óta lakott, fontos kereskedelmi útvonal vezetett át rajta, összekötve a Mura-völgyet a Sölk-hágón át az északi alpesi régióval.
II. Henrik német király (később császár) 1007-ben kancellárjának és tanácsadójának, Egilbert von Freising püspöknek adományozta Welz és Katsch birtokokat. Ettől kezdve, egészen 1803-ig Oberwölz a freisingi püspökök tulajdonában maradt. A település a 12. század közepén még csak mindig csak kis falu volt, de ezután fejlődésnek indult. I. Albert herceg 1298-ban engedélyezte városfal építését, 1305-ben pedig Oberwölz városjogot kapott.
Miután városfala megépült, az nem csak a település védelmét szolgálta, hanem egészen 1656-ig megszabta a püspöki joghatóság határát. A pallosjogot a frauenburgi törvényszék gyakorolta, de a fenti évben a rothenfelsi uradalomhoz került át, és ott is maradt 1803-ig. Oberwölz a középkorban ismert volt kézműveseiről, különösen tímárjairól és takácsairól, de jelentős volt a parfümgyártásban használt havasi macskagyökér (Valeriana celtica) kereskedelme is. Ekkor épültek templomai és a főtér házai. A kézművesség hanyatlása után a gazdaság fő szereplőjévé a Schöttlbach patakon épült vashámor lépett elő. A helyi vasipar a 19. század végén tönkrement, miután a stájer vasfeldolgozás Leobenben és Vordernbergben koncentrálódott. A 20. század elején a macskagyökér is elvesztette korábbi jelentőségét, a kereskedelmi útvonalak pedig máshová helyeződtek át, így a város gazdasága lehanyatlott, lakossága pedig elvándorolt. Mivel a népesség nem növekedett, több helyre sem volt szükség és a középkori városfal szinte eredeti állapotában fennmaradt.
1899-ben a város területét szétválasztották Oberwölz Stadt és Oberwölz Umgebung önkormányzatokra. A 2015-ös stájerországi közigazgatási reform során Oberwölz Stadt, Oberwölz Umgebung, Schönberg-Lachtal és Winklern bei Oberwölz községekből létrehozták a mai Oberwölz önkormányzatát.  

## Lakosság
Az oberwölzi önkormányzat területén 2017 januárjában 2980 fő élt és ezzel a tartomány legkisebb városának bizonyult. A lakosságszám 1991-ben érte el csúcspontját (3575 fővel), azóta csökkenő tendenciát mutat. 2015-ben a helybeliek 97,8%-a volt osztrák állampolgár; a külföldiek közül 0,9% a régi (2004 előtti), 1% az új EU-tagállamokból érkezett. 2001-ben a lakosok 95,7%-a római katolikusnak, 0,6% evangélikusnak, 1,9% pedig felekezet nélkülinek vallotta magát.

## Látnivalók

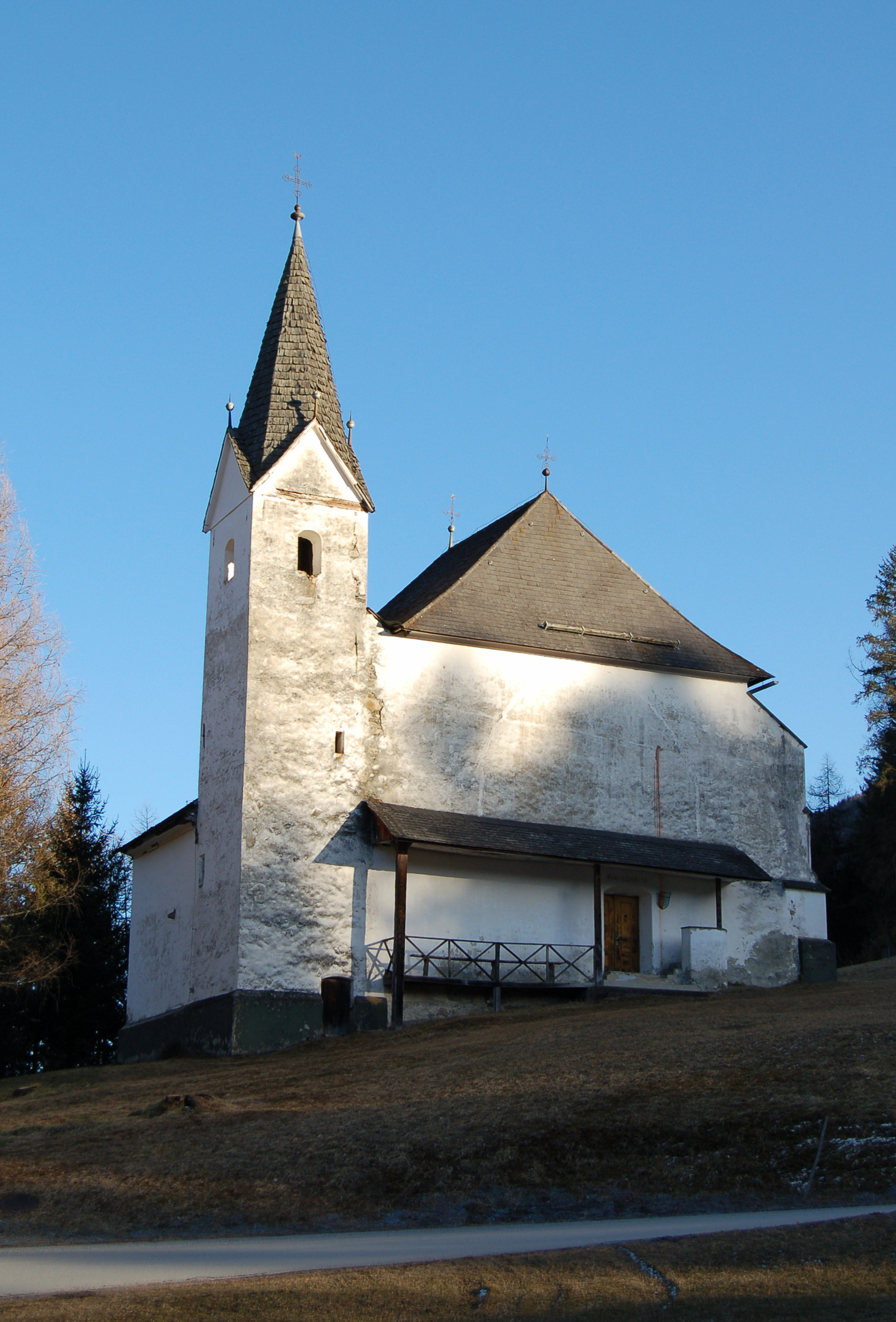
A Szt. Pankráciusz-templom

- Oberwölz középkori városfala és városkapui
- a Szt. Márton-plébániatemplom
- a Szt. Zsigmond-templom (volt ispotályos templom)
- a főtéri Mária-oszlopot az 1715-ös pestis emlékére emelték
- a Villa Baumer
- Rothenfels vára 1803-ig a freisingi püspöké volt és a helyi birtokait innen igazgatták.
- Hinterburg Szt. Pankráciusz-temploma a 15. században épült
- Schönberg Szt. Ulrik-plébániatemploma
- Mainhartsdorf (Winklern) kastélya
- Winklern Altöttingi Szűz Mária-temploma
- a mesetanösvény az Oberwölzhöz kötődő meséket és legendákat mutatja be
- az oberwölzi helytörténeti múzeum és fúvószenekar-múzeum

## Fordítás
- Ez a szócikk részben vagy egészben  az   Oberwölz című német Wikipédia-szócikk ezen változatának fordításán alapul.  Az eredeti cikk szerkesztőit annak laptörténete sorolja fel. Ez a jelzés csupán a megfogalmazás eredetét és a szerzői jogokat jelzi, nem szolgál a cikkben szereplő információk forrásmegjelöléseként.